# Марчана
Марчана (хорв. Marčana) — населений пункт і громада в Істрійській жупанії Хорватії.

## Населення
Населення громади за даними перепису 2011 року становило 4 253 осіб, 1 з яких назвала рідною українську мову. Населення самого поселення становило 1 070 осіб.
Динаміка чисельності населення громади:
Динаміка чисельності населення центру громади:

## Населені пункти
Крім поселення Марчана, до громади також входять: 
- Белавичі
- Братуличі
- Цокуни
- Дившичі
- Филипана
- Хрелічі
- Кавран
- Крниця
- Куїчі
- Лоборика
- Малі Варешки
- Мутрован
- Орбаничі
- Павичини
- Перушки
- Пинезичі
- Продол
- Ракаль
- Шаричі
- Шеготичі
- Великі Варешки

## Клімат
Середня річна температура становить 13,66 °C, середня максимальна – 27,06 °C, а середня мінімальна – -0,17 °C. Середня річна кількість опадів – 860 мм.
| Клімат поселення                              | Клімат поселення | Клімат поселення | Клімат поселення | Клімат поселення | Клімат поселення | Клімат поселення | Клімат поселення | Клімат поселення | Клімат поселення | Клімат поселення | Клімат поселення | Клімат поселення | Клімат поселення |
| Показник                                      | Січ.             | Лют.             | Бер.             | Квіт.            | Трав.            | Черв.            | Лип.             | Серп.            | Вер.             | Жовт.            | Лист.            | Груд.            |                  |
| Середній максимум, °C                         | 10,34            | 10,77            | 13,60            | 17,04            | 22,15            | 26,26            | 27,06            | 26,92            | 22,49            | 17,94            | 12,93            | 9,87             |                  |
| Середня температура, °C                       | 5,09             | 5,52             | 8,34             | 11,79            | 16,90            | 20,99            | 23,42            | 23,27            | 18,84            | 14,28            | 9,26             | 6,21             |                  |
| Середній мінімум, °C                          | −0,17            | 0,27             | 3,09             | 6,54             | 11,64            | 15,74            | 19,74            | 19,61            | 15,17            | 10,62            | 5,62             | 2,55             |                  |
| Норма опадів, мм                              | 70               | 57               | 61               | 67               | 59               | 66               | 45               | 70               | 79               | 99               | 107              | 80               |                  |
| Середньомісячна швидкість вітру, м/с          | 2.59             | 2.84             | 2.94             | 2.85             | 2.55             | 2.45             | 2.44             | 2.41             | 2.50             | 2.70             | 2.90             | 2.82             |                  |
| Середньомісячна сонячна радіація, кДж/м²·день | 4544             | 7456             | 10809            | 15411            | 19721            | 21559            | 22492            | 19409            | 14262            | 9228             | 5020             | 3874             |                  |
| --------------------------------------------- | ---------------- | ---------------- | ---------------- | ---------------- | ---------------- | ---------------- | ---------------- | ---------------- | ---------------- | ---------------- | ---------------- | ---------------- | ---------------- |
| Джерело:                                      |                  |                  |                  |                  |                  |                  |                  |                  |                  |                  |                  |                  |                  |